# 노엘 다이어리
《노엘 다이어리》(영어: The Noel Diary)는 미국에서 제작된 찰스 샤이어 감독의 2022년 크리스마스 로맨틱 코미디 드라마 영화이다. 저스틴 하틀리 등이 출연하였다.

## 출연진
- 저스틴 하틀리 - 제이크 터너 역
- 에센스 앳킨스 - 노엘 엘리스 역
- 보니 버딜리아 - 엘리 포스터 역
- 제임스 리마 - 스콧 터너 역

## 같이 보기
- 크리스마스 영화 목록